# Fort de Roppe

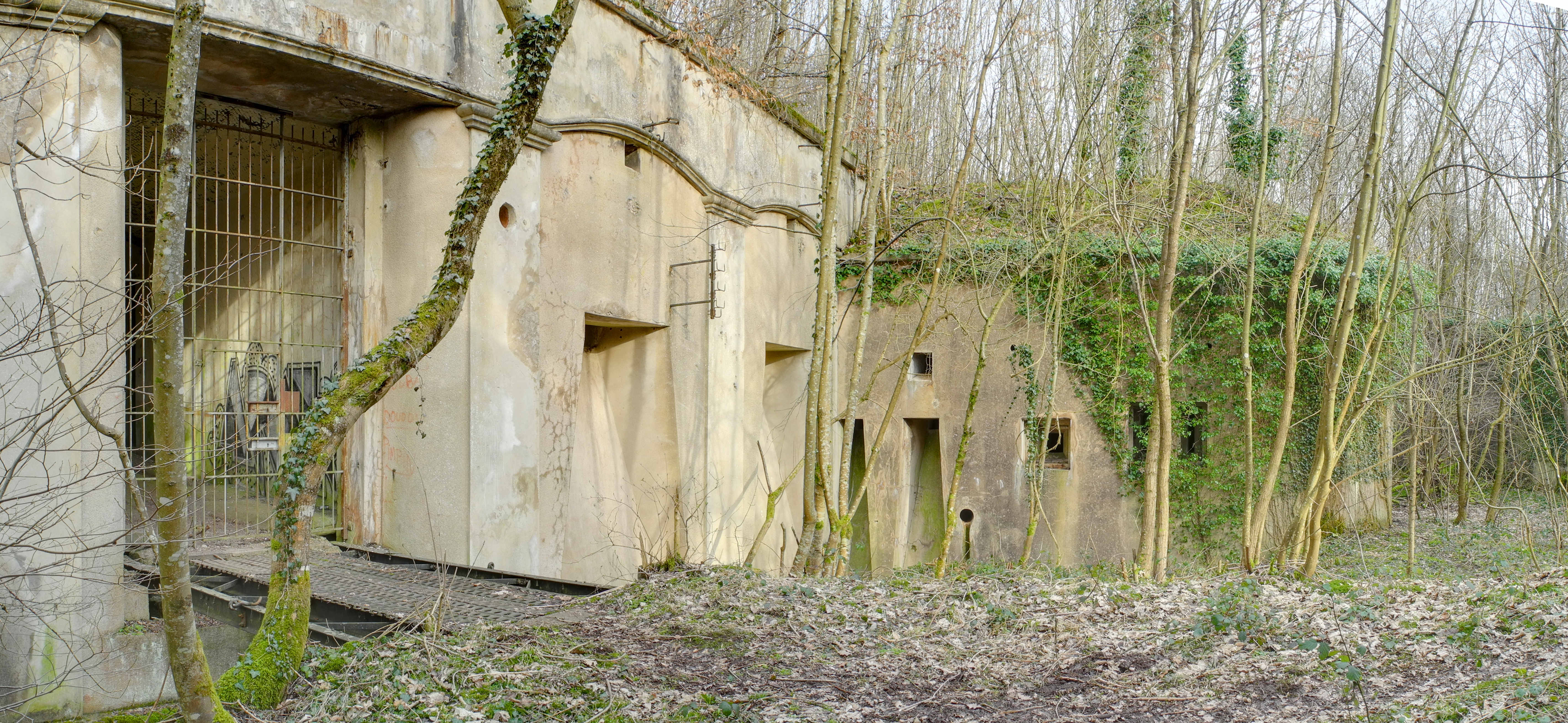
Haupteingang mit ehemaliger Zugbrücke über den Kehlgraben

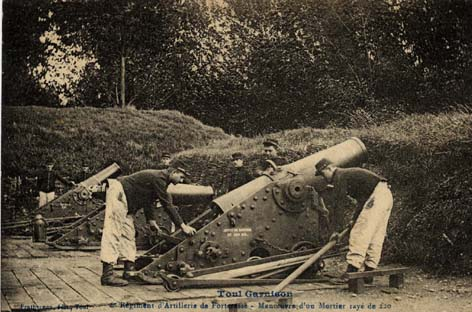
Mörser 220 mm wie bei der Artillerieausstattung des Forts verwendet

Das Fort de Roppe (zeitweilig: Fort Ney) wurde zwischen 1875 und 1877 erbaut. Es war Teil des inneren Festungsgürtels um die Stadt Belfort im Osten Frankreichs in der Region Franche-Comté. Dieser gehörte zur Barrière de fer (Eiserne Barriere). Es war beim Kriegsbeginn bereits verstärkt und auf die verbesserten Möglichkeiten der Artillerie gegen Ende des 19. Jahrhunderts abgestimmt worden.

## Benennung
Kurzzeitig war es nach dem Maréchal Michel Ney benannt. Per Präsidialdekret vom 21. Januar 1887 setzte der Kriegsminister Georges Boulanger um, dass alle Forts, befestigte Artillerieanlagen und Kasernen des Système Séré de Rivières die Namen von ehemaligen Militärkommandanten zu tragen haben. Am 13. Oktober 1887 wurde das vom Nachfolger Boulangers, Théophile Ferron, rückgängig gemacht und das Fort erhielt seinen jetzigen Namen zugeteilt.

## Aufgaben
Es hatte unter anderem die Aufgabe, die Straßen und Eisenbahnen zwischen Mülhausen und Giromagny zu überwachen, sowie einen feindlichen Zugriff auf die beherrschende Höhe des Arsot zu verhindern. Zusammen mit den Forts von Salbert und Giromagny sollte außerdem eine Besetzung des Gebiets nördlich von Belfort bis zu den Vogesen unterbunden werden. Zusammen mit dem Fort in Giromagny kontrollierte es auch die Straße nach Colmar und nach Basel; es sicherte die Flanke des Fort de Bessoncourt und unterstützte das Fort du Salbert.
Legende
1: Eingang

1a: Gedeckter Westzugang über Rampenauffahrt

2: Zwischenraumstreiche

3: Maschinengewehrtürme

4: Treppenschacht zur einfachen Grabenstreiche im Saillant II

5: Einfache Grabenstreiche im Saillant II

6: Gedeckter Nordost-Eingang von der Rampenstraße

7: Hohltraversen

8: Gedeckter Nordwest-Eingang von der Rampenstraße

9: Treppenschacht zur doppelten Grabenstreiche im Saillant III

10: Doppelte Grabenstreiche

11: Treppenschacht zur einfachen Grabenstreiche im Saillant IV (Diese ist 1930 durch eine Explosion zerstört worden und wurde durch einen Defensivbau ersetzt. Dies erklärt, warum die Treppe nicht begehbar ist.)

12: Kasematte zur Grabenverteidigung

16: Bäckerei

17: Waschraum

18: Kleines Pulvermagazin

19: Großes Pulvermagazin

20: Latrinen

21: Vordere Hof

22: Hof

23: Betonierte Kriegskaserne

24: Friedenskaserne

26: Wallstraße

## Beschreibung
Das Fort de Roppe liegt auf einem Gipfel in 511 Meter Höhe nahe der Stadt Roppe nördlich von Belfort und kann nur über eine Zugbrücke betreten werden.
- Bauzeit: 1. Januar 1875 bis 31. Dezember 1877
- Besatzung 1885: 13 Offiziere, 28 Unteroffiziere und 606 Mannschaften
- Kapazität des Munitionsmagazins: 100 t + 54 t Schwarzpulver

in der Kartuschenkammer: 20.140 Kartuschen für die 138-mm-Kanonen und 44.857 Kartuschen für die 70-mm-Kanonen
- Das Fort verfügte über kein Pulverlaboratorium
- Bäckerei: zunächst zwei Backöfen mit einer Leistung von je 150 Portionen täglich

in der neuen Bäckerei ab 1907 vier Backöfen zu je 200 Portionen täglich
- Brunnen:

im Fort ein Brunnen, drei Zisternen und zwei Behälter mit einer Gesamtkapazität von 411,3 m³
im gedeckten Unterstand: 1 Brunnen mit einer Leistung von 33,9 m³, eine Zisterne von 16,2 m³ und ein betonierter Behälter von 101,3 m³
in der Batterie Est: eine Zisterne mit 57,9 m³
- Telekommunikation:

nach Fort Salbert bis zur Modernisierung nur über Lichtsignal
im Fort und zu seinen Vorwerken über einen elektrischen Telegraph
- Friedensmäßige Unterbringungsmöglichkeiten: 449 Schlafplätze
- Kriegsbesatzung 1914: 1042 Mann

413 Schlafplätze
102 Sitzplätze in der betonierten Kaserne
90 Sitzplätze in den Bereitschaftskavernen in den Enveloppen – dazu 180 Sitzplätze in den vier noch nicht fertigen Bereitschaftsunterständen
252 Plätze in der außerhalb liegenden Kaverne
92 Sitzplätze und 93 Schlafplätze in der Panzerbatterie des 75-mm-Geschützturms

## Modernisierungen

### Projektierte Modernisierungen
- Modernisierungsprogramm von 1900:

Bau von zwei Unterständen für je 40 Mann und einer unterirdischen Galerie, die das Fort mit der Kaverne verband. Verbesserung der Kommunikation innerhalb der Anlage und des Pulvermagazins, Ersatz der Kaponnieren durch eine doppelte und zwei einfache Grabenstreichen in der Contreescarpe, Änderung der Parapets.
Installation von zwei gepanzerten Beobachtungskuppeln, einem versenkbaren Geschützturm System Galopin mit zwei und einem Geschützturm mit einer Kanone 75 mm R 05 außerhalb des Vorwerks (Ouvrage). Bau eines Kampfstandes für 60 Mann gegenüber dem Geschützturm
- 1908 Verstärkung der Panzerung gemäß dem Projekt von 1900

Installation von zwei gepanzerten Beobachtungskuppeln (Observatoire cuirassé) und acht Maschinengewehrtürmen auf dem Fort und im Vorfeld. Ersatz des Geschützturms 155L durch das Modell 155 R 07
- Projekte 1908–1911

Bau einer Panzerbatterie von zwei 155 R 07 Türmen außerhalb des Vorwerks und ausgestattet mit zwei gepanzerten Beobachtungstürmen. Mit dem Fort durch eine Poterne verbunden (die Fertigstellung war für 1915/16 geplant).
Prüfung der Anlage einer Bäckerei und eines elektrischen Kraftwerks im Fort
- Projekt 1914

Einbau von zwei 155-C-Türmen zur Bestreichung der toten Winkel. Wurde wegen des Kriegsbeginns nicht weiter verfolgt und 1917 endgültig aufgegeben.

### Durchgeführte Modernisierungen
- 1890: Bau eines externen Unterstandes für 252 Mann und eines Magazins für Bereitschaftsmunition mit einer Kapazität von 800 Schuss 155 mm.
- 1905–1909 komplette Erneuerung des Forts. Verstärkung der Friedenskaserne mit einer Betondecke und Platz für 646 Mann. Bau einer „Casemate de Bourges“ (Zwischeraumstreiche)[5] zur Flankierung des Raums gegen das Fort Mont Rudolphe. Ersatz der drei Kaponnieren durch drei Grabenstreichen in der Contreescarpe.
- 1906–1908: Bau eines Unterstandes für 25 Mann, einer Panzerbatterie 115 mit einem Geschützturm 75 R 05, der den Raum nach Fort de Bessoncourt abdeckte. Dieser war am 14. April 1908 schussbereit.
- 1907–1909: Bau von drei Maschinengewehrtürmen (Einsatzbereit am 4. August 1909) und drei gepanzerten Beobachtungskuppeln.
- 1907–1910: Bau eines Geschützturms 155 R 07
- 1910–1914: Bau von sieben Unterständen und mehreren geschützten Kampfräumen im Vorfeld des Forts
- 1913–1914: Verbindung mit der externen Stromversorgung und Einbau elektrischer Installationen
- 1914–1915: Beginn der Arbeiten an einer Panzerbatterie mit zwei Türmen vom Typ 155 R 07 und an einem Bereitschaftsunterstand (wegen des Krieges wurden die Arbeiten eingestellt).

## Bewaffnung

### 1879
| Fort und Annexbatterie | Panzerung und Kasematten               | Grabenwehren         |
| --- | -------------------------------------- | -------------------- |
| 4 × Geschütze Canon de 155 mm L modèle 1877 14 × Geschütze Canon de 138 modèle 1873–74 (138 mm) 7 × Geschütze Canon de 80 modèle 1877 3 × Mörser Mortier lisse de 22 (220 mm) 3 × Mörser Mortier lisse de 15 (150 mm) | 2 × Geschütze 155L in Mörserkasematten | 10 × Geschütze 40 mm |
| Geschütze gesamt: 53 |                                        |                      |

### 1882
| Fort und Annexbatterie | Panzerung und Kasematten                        | Grabenwehren                                   |
| --- | ----------------------------------------------- | ---------------------------------------------- |
| 6 × Geschütze 155L (155 mm) 5 × Geschütze 138 mm 5 × Geschütze Canon de 120 mm L modèle 1878 4 × Geschütze Canon Reffye de 85 mm (Canon de 7) 3 × Geschütze Canon Reffye de 75 mm (Canon de 5) 3 × Grabenmörser Mortier lisse de 22 (220 mm) 3 × Grabenmörser Mortier lisse de 15 (150 mm) 2 × Mörser 220 mm | 2 × Geschütze Canon de 155L in Mörserkasematten | 5 × Geschütze 70 mm 4 × Revolverkanone (40 mm) |
| Geschütze gesamt: 40 |                                                 |                                                |

### 1886
| Fort und Annexbatterie | Panzerung und Kasematten               | Grabenwehren                                              |
| --- | -------------------------------------- | --------------------------------------------------------- |
| 4 × Geschütze 155L (155 mm) 5 × Geschütze 138 mm 9 × Geschütze 120 mm 8 × Geschütze Canon Reffye de 85 mm 2 × Grabenmörser 220 mm 2 × Mörser Mortier lisse de 22 (220 mm) | 2 × Geschütze 155L in Mörserkasematten | 5 × Geschütze 70 mm 4 Canon revolver de 40 mm modèle 1879 |
| Geschütze gesamt: 39 |                                        |                                                           |

### 1903
| Fort und Annexbatterie | Panzerung und Kasematten | Grabenwehren |
| --- | ------------------------ | --- |
| 4 × Geschütze 155L (155 mm) 8 × Geschütze Canon de 90 mm modèle 1877 2 × Mörser Mortier lisse de 15 (150 mm) 4 × Geschütze Canon de 90 mm modèle 1877 (Batterie „Est“) 4 × Geschütze 120 mm (Obere Batterie „Est“) |                          | 5 × Geschütze Canon Reffye de 85 mm 5 × Canon revolver de 40 mm modèle 1879 4 × Kanonen Canon 12 de culasse modèle 1884 |
| Geschütze gesamt: 31 |                          | |

### 1906
| Fort und Annexbatterie | Panzerung und Kasematten | Grabenwehren |
| --- | ------------------------ | --- |
| 4 × Geschütze 155L (155 mm) 8 × Geschütze Canon de 90 mm modèle 1877 13 × Mörser Mortier lisse de 15 (150 mm) 4 × Geschütze Canon de 90 mm modèle 1877 (Batterie „Est“) 4 × Geschütze 120 mm (Obere Batterie „Est“) |                          | 5 × Geschütze Canon Reffye de 85 mm 5 × Canon revolver de 40 mm modèle 1879 4 × Canon 12 de culasse modèle 1884 |
| Geschütze gesamt: 42 |                          | |

### 1912
| Fort und Annexbatterie | Panzerung und Kasematten | Grabenwehren                                                                |
| --- | --- | --------------------------------------------------------------------------- |
| 4 × Geschütze 155L (155 mm) 2 × Geschütze Canon de 90 mm modèle 1877 10 × Mörser Mortier lisse de 15 (150 mm – in Reserve) 4 × Geschütze 90 mm (Obere Batterie „Est“) | 3 × Gepanzerte Maschinengewehrtürme modèle 1899 1 × Geschützturm (System Galopin) 75 R05 (Extern) 1 × Casemate de Bourges 3 × gepanzerte Beobachtungstürme 1 × Geschützturm Tourelle Galopin de 155 mm R modèle 1907 | 5 × Canon revolver de 40 mm modèle 1879 4 × Canon 12 de culasse modèle 1884 |
| Geschütze gesamt: 37 | |                                                                             |

### 1914
| Fort und Annexbatterie | Panzerung und Kasematten | Grabenwehren                                                                |
| --- | --- | --------------------------------------------------------------------------- |
| 4 × Geschütze 155L (155 mm) 2 × Geschütze Canon de 90 mm modèle 1877 10 × Mörser Mortier lisse de 15 (150 mm – in Reserve) 4 × Geschütze Canon de 90 mm modèle 1877 (Obere Batterie „Est“) 3 Maschinengewehrabteilungen | 3 × Maschinengewehrtürme 1 × Geschützturm 75 R05 (Extern) 1 × Casemate de Bourges 3 × gepanzerte Beobachtungstürme 1 × Geschützturm 155 R7 | 5 × Canon revolver de 40 mm modèle 1879 4 × Canon 12 de culasse modèle 1884 |

Plan der Kaverne

| Geschütze gesamt: 40 | |                                                                             |

## Kampfwertsteigerungen
Seit 1893 war das Fort über eine strategische Bahnstrecke mit den anderen Forts um Belfort verbunden. Während des Ersten Weltkriegs wurden unterirdische, mit Beton armierte Galerien als Truppenunterkünfte unterhalb des Forts erbaut, die über verschiedene Galerien mit den Kampfständen verbunden waren. Zur weiteren Verstärkung wurden ein 155-mm-Geschützpanzerturm, drei Maschinengewehrtürme eine weitere Kasematte und Unterstände auf den Bollwerken gebaut. Die Annexbatterien wurden mit einem 75-mm- und zwei 155-mm-Geschützpanzertürmen ausgerüstet. Die östlich des Forts liegenden Batterien wurden durch Poternen mit dem Hauptwerk verbunden. Die Kaponnieren wurden durch Grabenstreichen ersetzt.

Plan der unterirdischen Galerien

Während des Ersten Weltkrieges (bei dem das Fort in keine Kampfhandlungen verwickelt war) sowie in der Zwischenkriegszeit, wurde ein Netzwerk von 17 stark betonierten unterirdischen Galerien angelegt, die die verschiedenen Teile des Werks miteinander verbanden und als Kasernen und Schutzräume vorgesehen waren.

## Zweiter Weltkrieg und heutiger Zustand
1940 war das Fort Teil der befestigten Region Belfort („RF Belfort“) der 8. französischen Armee, Armeegruppe 3 und von der 7. Batterie des 159. Artillerieregiments (RAP – Régiment d'artillerie á pied) besetzt. Seit dem 16. März 1940 gehörte die RF Belfort zum 44. Festungscorps (CAF – Corps d'artillerie fortresse). Die deutsche Besatzungstruppe nutzte es als Lager für Munition und Material.
Das Fort ist Eigentum der französischen Armee und unbeschädigt. Es wird nicht mehr genutzt, bleibt sich selbst überlassen und wächst langsam zu. Für die Öffentlichkeit ist es nicht zugänglich.